# Hikaru no go
Hikaru no go (japonsky ヒカルの碁) je populární 23svazková manga o známé japonské hře go. Dvanáctiletý mladík Hikaru jednoho dne najde na půdě svého dědečka starý goban (desku na hraní go), z něhož se mu zjeví duch dávno mrtvého hráče go a učitele císaře z období Heian, Saie z Fudžiwary. Od této doby „chodí“ Sai v Hikarově těle s touhou hrát go a provést tzv. božský (dokonalý) tah. Hikaru je proto donucen naučit se pravidla a vydat se na největší dobrodružství svého života.
Na motivy mangy byl v letech 2001-2003 vyroben stejnojmenný anime seriál o 75 dílech a dvě OVA.
Manga ani anime není v současné době v České republice licencováno.

## Hlavní postavy
- Hikaru Šindó – hlavní postava, lehce prostořeký dvanáctiletý chlapec s nestálými zájmy.
- Fudžiwara no Sai – mistr hry go, bývalý učitel na císařském dvoře v období Heian, pozdější učitel (jako duch) hráče Šúsaku.
- Akira Tója – geniální chlapec, syn mistra go a stejně jako Hikaru chodí do šesté třídy. Hikaru jej považuje za svého soka a chce jej překonat.
- Kójó Tója – Akirův otec, profesionální hráč go a držitel tří titulů v go, má prý nejblíže k božskému tahu.
- Akari Fudžisaki – Hikaruova kamarádka, chodí s ním do školy, díky němu se rozhodne začít s go.